# 작품하나
작품하나는 대한민국 부산 출신의 여성듀엣이었다. 1987년 제11회 MBC 대학가요제에서 부산외국어대학교에 재학 중이던 공민수, 김정아가〈난 아직도 널〉을 불러 대상을 수상하면서 음악계에 나타났다. 〈난 아직도 널〉은 재즈풍의 곡으로 당시에 매우 신선했다. 후속으로 발표한 <내게서 잊혀지려나>라는 노래도 재즈&블루스 풍으로 각종 가요순위 차트에서 상위에 랭크되었다. 당시 작품하나의 <난 아직도 널>는 대중가요에 많은 영향을 불러 일으켜 블루스 풍의 가요가 유행하게 되었다. 양수경의 <바라볼 수 없는 그대>, 이선희의 <나 항상 그대를> , 이남이의 <울고 싶어라> 등의 노래도 그 당시 유행하게 되었다.

## 음반
- 1집 - 1988년